# Kvemo Natanebi
Kvemo Natanebi (en georgiano: ქვემო ნატანები) es un pueblo de Georgia ubicado en el oeste de la región de Guria, siendo parte del municipio de Ozurgueti. 

## Geografía
Kvemo Natanebi se sitúa en la costa del mar Negro, 18 km al oeste de Ozurgueti.

## Historia
La aparición de un asentamiento en el territorio de la actual Kvemo Natanebi está relacionada con la creación de una estación en la línea ferroviaria Tiflis-Batumi en el siglo XIX. La estación recibió el nombre en honor al río Natanebi y su territorio estaba incluido en la comunidad rural de Mikelgabrieli. 
En 1953 se construyó el edificio de oficinas de la granja colectiva de Natanebi y luego la casa de la cultura. El pueblo tenía un hospital, una fábrica empacadora de cítricos, una fábrica de té, un cobertizo para secar tung, escuelas primarias, de ocho años y secundarias, una escuela de música y una biblioteca. En 1983 se inauguró el Palacio de Deportes en el pueblo. 

## Demografía
La evolución demográfica de Kvemo Natanebi entre 2002 y 2014 fue la siguiente:
| 3750                                            | 3099 |
| (Fuente: Population of Georgia in Soviet times) |      |

Según el censo de 2014, los georgianos constituían el 98,6% de la población, los rusos, el 1% y los ucranianos, el 0,2%.

## Economía
En el pueblo se practica el cultivo de cítricos y frutas. 

## Infraestructura

### Educación
Hay una escuela pública y una biblioteca en el pueblo.

### Transporte
Hay una estación de tren en el pueblo en el cruce de la línea Samtredia-Majinyauri y las líneas Natanebi-Ozurgueti. Por el pueblo también pasa la carretera Ureki-Ozurgueti.